# Nabarralde

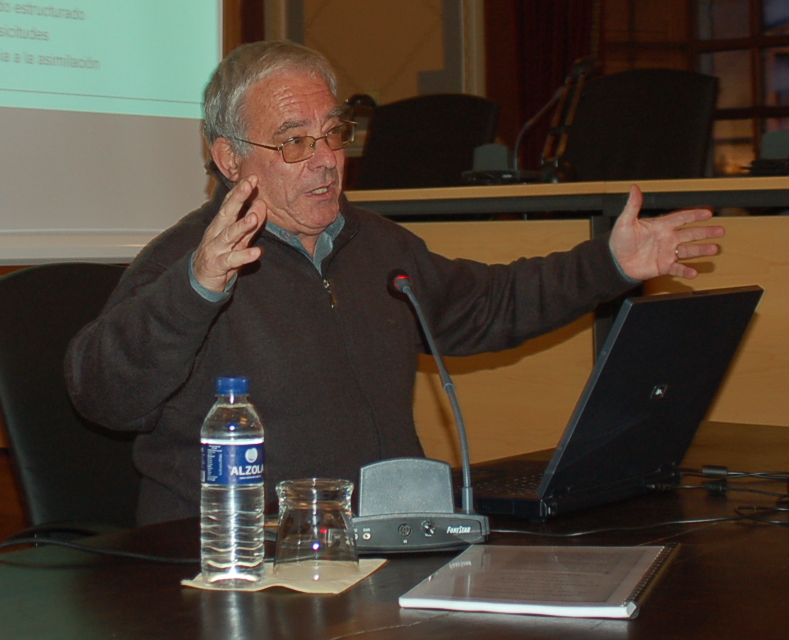
Mikel Sorauren à une conférence à Bergara, 2009

Nabarralde est une association culturelle constituée par plusieurs historiens dont l’objectif est d’inventorier toute connaissance historique relative à l'histoire de la Navarre en tant qu’État politique qu’il fut en Europe.

## Présentation
Pour cela la recherche se base, grâce à une vaste documentation, sur la culture, l'histoire, et de tout ce qui concerne son origine ou l'influence actuelle de la société basque.
Cette association soutient que la Navarre a été et doit être à nouveau une entité politique de la société basque.
Cette association l'exprime avec les mots suivants :
« Nabarralde est un groupe culturel qui s'engage avec la société navarraise, avec le Pays basque, avec notre identité, avec l'euskara, avec notre histoire et avec tout ce qui nous permet de nous percevoir comme un sujet collectif libre, souverain et actif dans ce début du XXIe siècle.

Il faut rappeler que pendant des siècles, le Royaume de Navarre a été l'organisation politique dans laquelle notre peuple a régi son existence. La Navarre a une longue trajectoire dans le concert des nations. Elle fut l’axe de l'histoire basque, fait ignoré par beaucoup de "Navarrais". En même temps, pour d'autres, elle paraît être une réalité étrangère, voire étrange; ou dans le  meilleur des cas, une réalité légèrement partielle et décentrée. Toutefois, la Navarre a été le royaume des Basques; ce qui est navarrais est ethniquement basques. Et ce qui est basque, dans cette même dimension historique, est politiquement navarrais.

Nabarralde travaille à la reconstitution de la conscience collective du Pays basque, à travers le prisme unitaire que représente la réalité politique et historique de la Navarre. Cette persistance se limite dans la recherche, la diffusion, l'édition traditionnelle et électronique, l'organisation de conférences, d'actes, de séminaires et d'événements culturels de tout type. Nabarralde est indépendante de tout pouvoir ou de tout groupe politique. Les promoteurs et les partenaires soutiennent con fonctionnement avec leurs cotisations et contributions. »
— Gazeta Nabarralde, mars 2008
Nabarralde fait dans ce but la promotion de diverses publications comme un journal mensuel, un magazine trimestriel, divers livres fondamentaux par rapport à l'histoire, en plus d'écrire de nombreux articles et avis qui sont généralement publiés dans la presse quotidienne et dans leur page web.

## Membres
- Tomás Urzainqui Mina, avocat et historien, auteur de La Navarra marítima.
- Pello Esarte Muniain, historien, auteur de Navarra 1512-1530 et Conquista.
- Mikel Sorauren de Gracia, professeur et historien, auteur de Historia de Navarra, el Estado vasco.